# 熊本バス自動車学校
熊本バス自動車学校（くまもとバスじどうしゃがっこう）は、熊本市に隣接する御船町にある、熊本バス株式会社が運営する自動車教習所。熊本県公安委員会指定校（実技試験免除）。

## 取得免許ほか
- 普通自動車（AT・MT）
- 自動二輪車（AT・MT）
- 高齢者講習
- 審査（普通車・自動二輪車の限定解除）
- 企業・団体向け安全講習
- ペーパードライバー講習

## その他
- 熊本市の他、御船町、益城町、甲佐町、宇城市、美里町、など各地へ無料送迎している。
- イオンモール熊本から10分。健軍電停・益城方面からも15分と近くて便利な自動車教習所。